# Simulium paucicuspis
Simulium paucicuspis är en tvåvingeart som först beskrevs av Rubtsov 1947.  Simulium paucicuspis ingår i släktet Simulium och familjen knott. Inga underarter finns listade i Catalogue of Life.